# St. Johannes Evangelist (Hohenkammer)

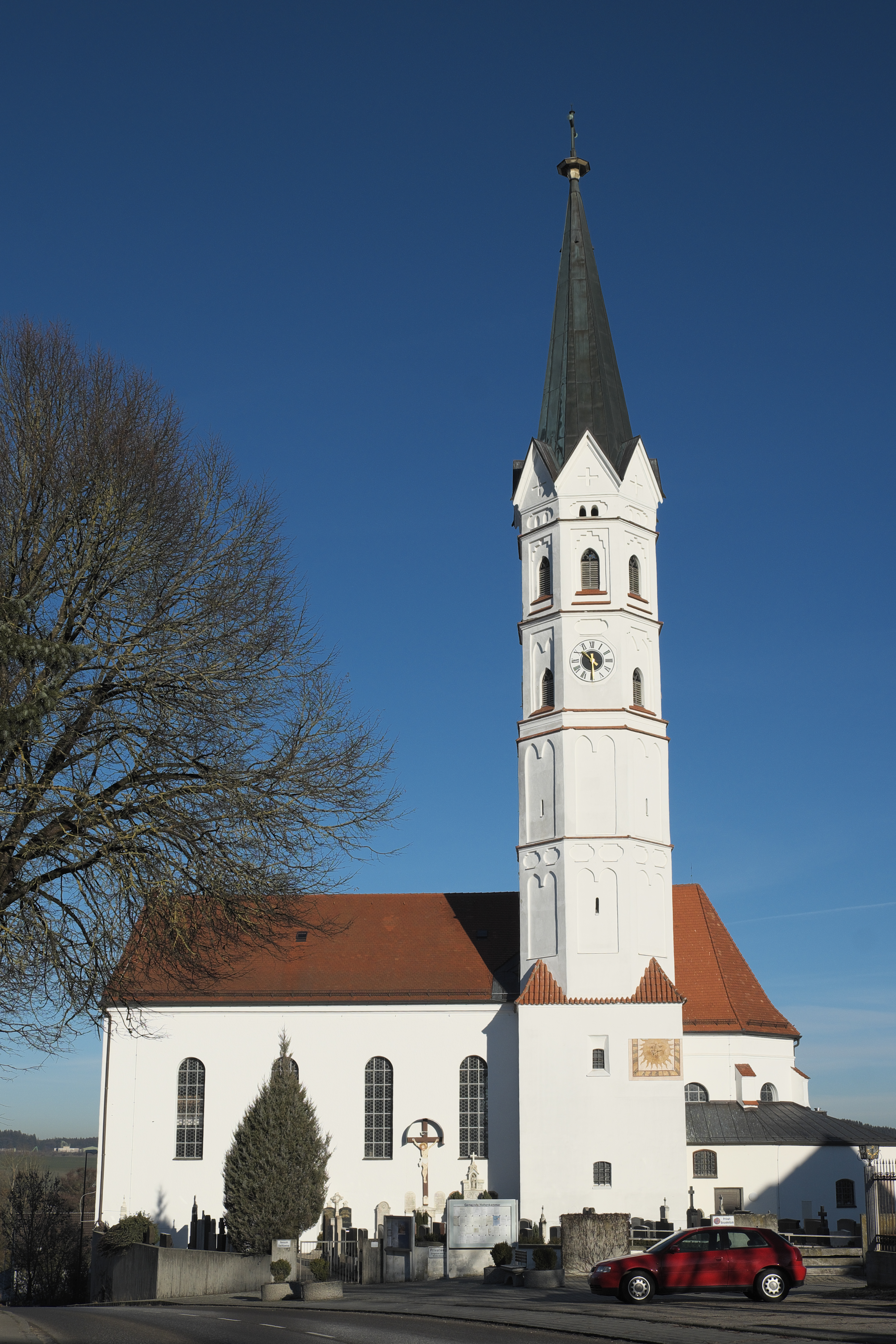
Pfarrkirche St. Johannes Evangelist

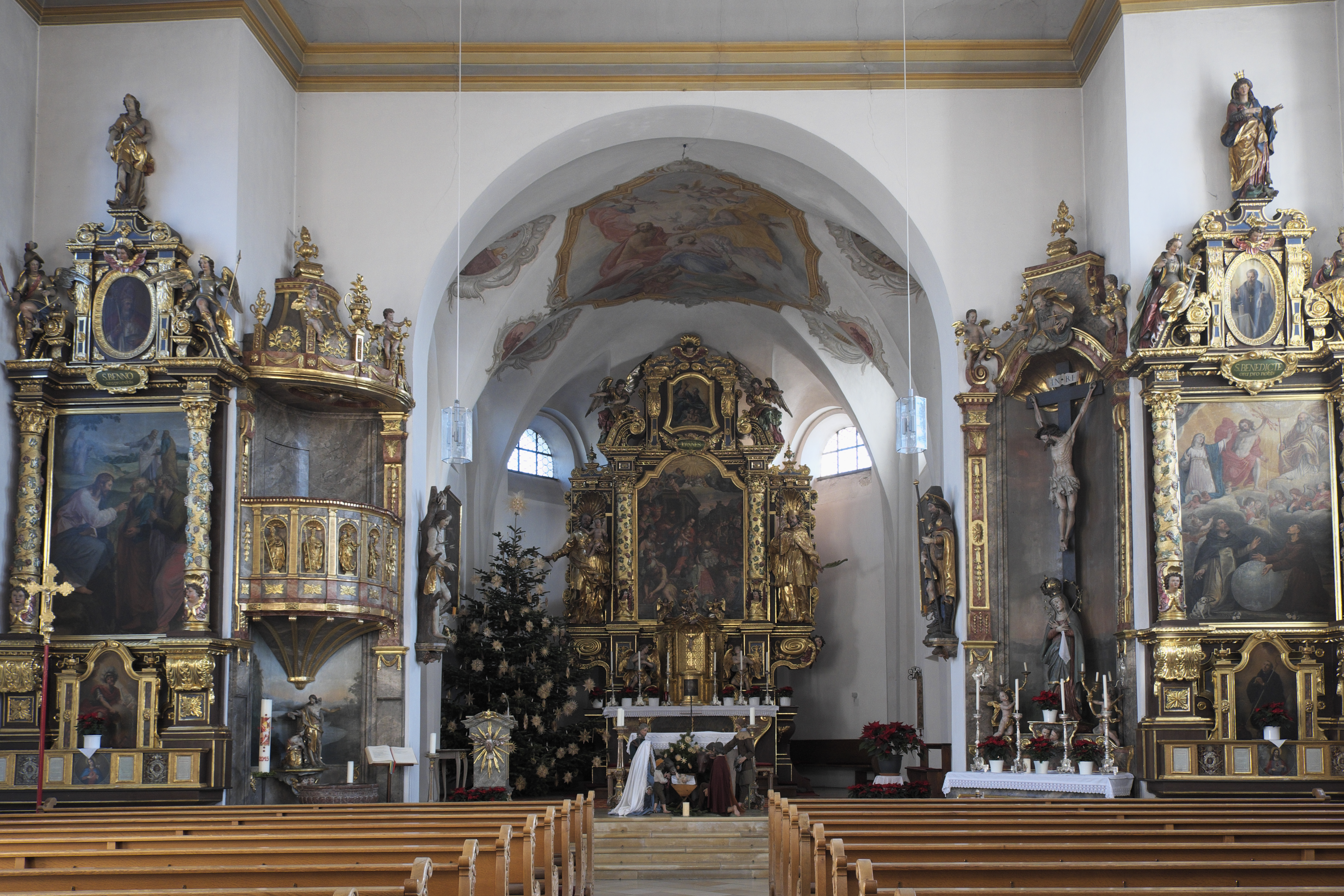
Innenraum

Die katholische Pfarrkirche St. Johannes Evangelist in Hohenkammer, einer Gemeinde im oberbayerischen Landkreis Freising, geht auf einen spätgotischen Kirchenbau aus dem 15. Jahrhundert zurück. Im 19. Jahrhundert wurde ein neues Langhaus errichtet. Die Kirche besitzt eine reiche Ausstattung, die teilweise aus anderen, säkularisierten Kirchen der Umgebung stammt. Die Kirche gehört zu den geschützten Baudenkmälern in Bayern.

## Geschichte
Bereits im frühen 11. Jahrhundert wird in den Freisinger Traditionen eine Kirche im Ort Chamer erwähnt. Bei diesem Bau handelte es sich vermutlich um eine bescheidene Holzkirche, die im 14. Jahrhundert durch ein Gebäude aus Stein ersetzt wurde. Im späten 15. Jahrhundert baute man eine neue Kirche, von der noch der gotische Chor erhalten ist. Im 17. Jahrhundert erhielt die Kirche eine neue Innenausstattung. 1813 wurde das alte Langhaus abgebrochen und an seiner Stelle ein wesentlich größeres errichtet. Das neue Gotteshaus wurde 1861 durch den Erzbischof von München und Freising, Gregor von Scherr, geweiht.

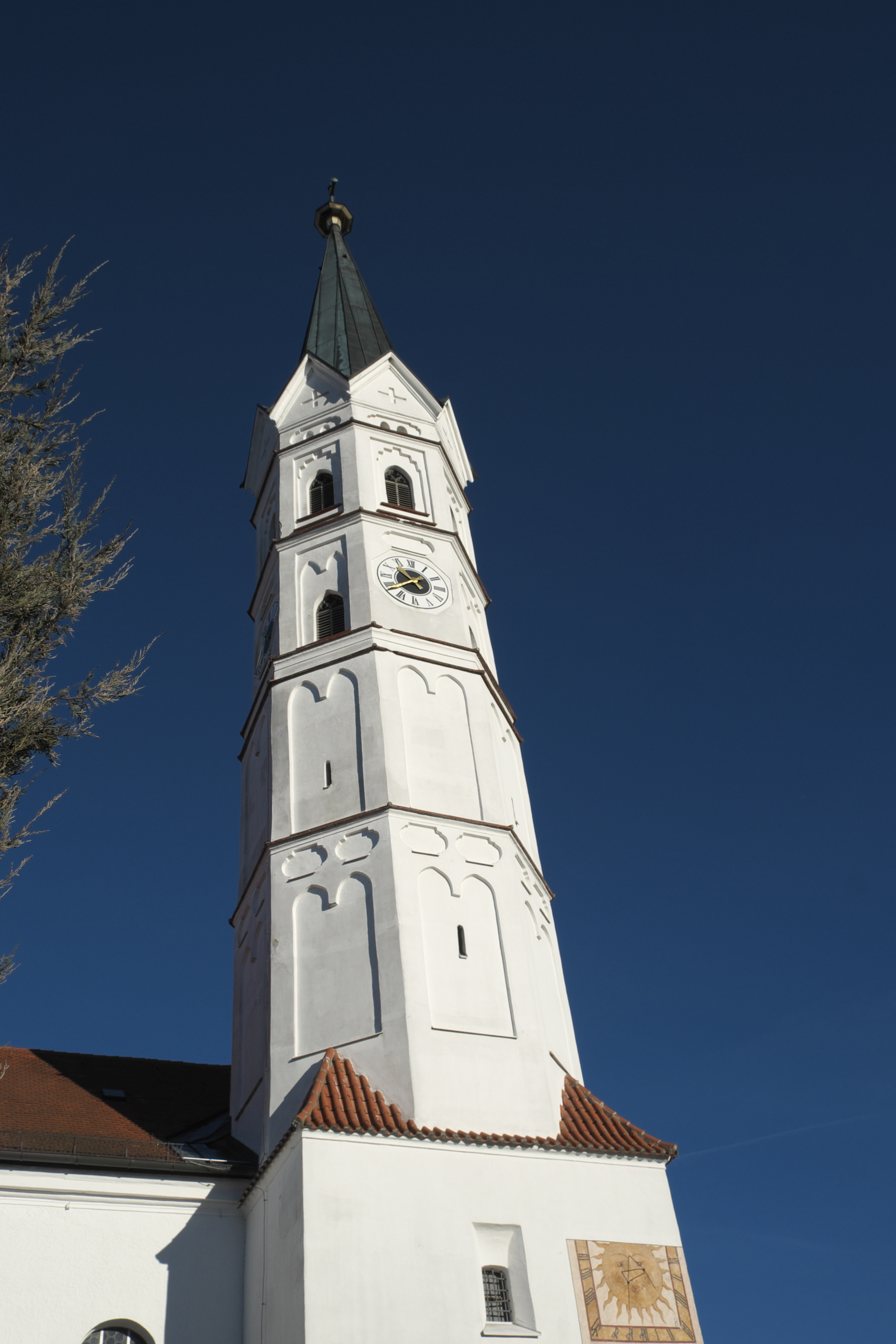
Kirchturm

## Architektur

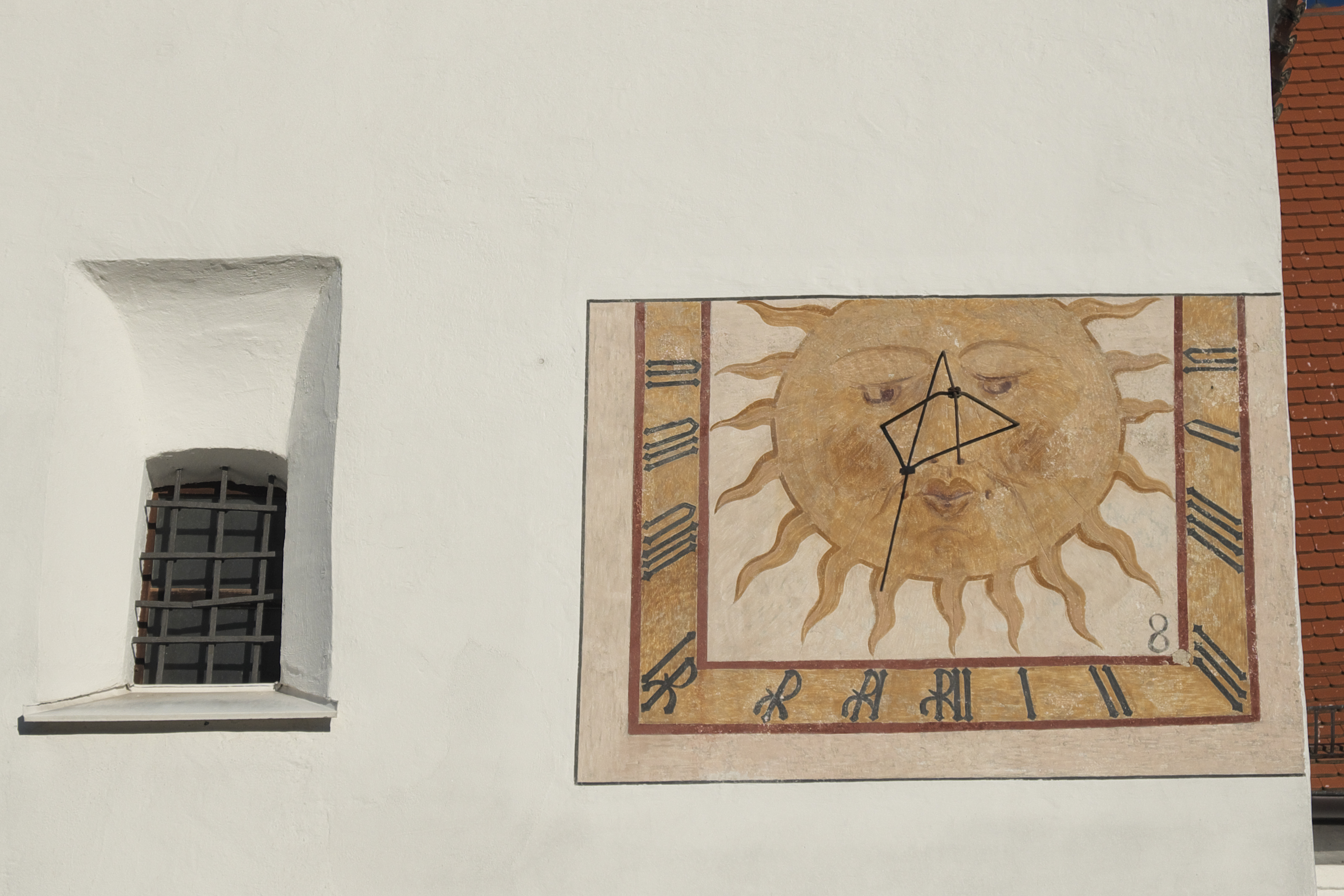
Sonnenuhr am Kirchturm

Im südlichen Chorwinkel erhebt sich auf quadratischem Untergeschoss aus dem 14. Jahrhundert der achteckige Glockenturm, der 1874 mit einem neugotischen Spitzhelm bekrönt wurde. Die oberen Geschosse, die um 1620 teilweise erneuert wurden, sind mit gotisierenden Blendfeldern verziert. Der Unterbau besitzt eine Sonnenuhr von 1668.
Der Chor mit Fünfachtelschluss ist leicht eingezogen. Er wird im unteren Teil außen von einem Anbau aus dem 19. Jahrhundert umgeben, im oberen Teil sind die Strebepfeiler des ursprünglichen Baus zu erkennen. Hohe, schmale Rundbogenfenster gliedern das Langhaus, das als flach gedeckter Saalbau gestaltet ist. An der Nord- und Südseite befinden sich die beiden Eingänge mit Vorzeichen.

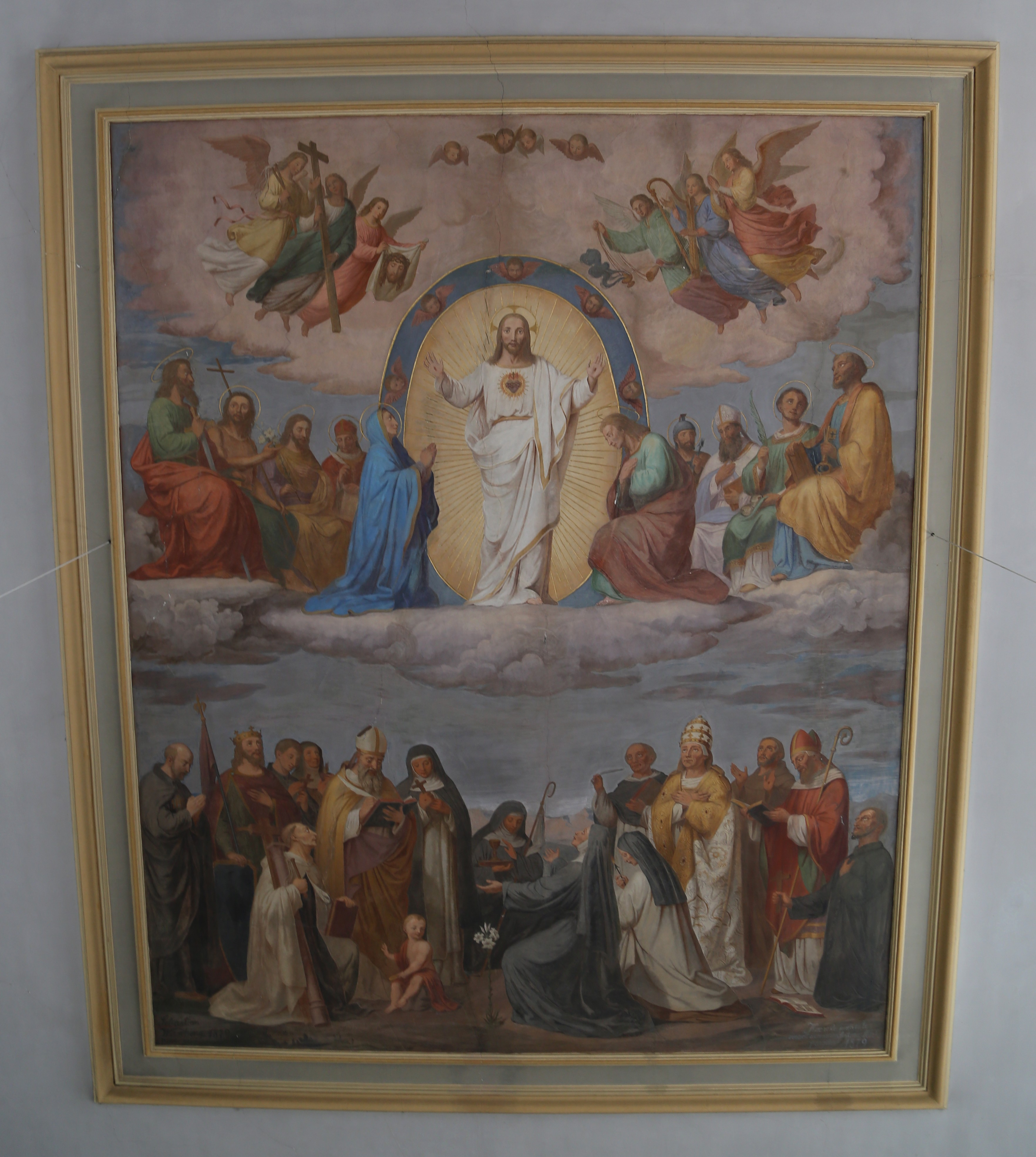
Deckenmalerei im Langhaus

## Deckenmalerei
Die Deckenbilder im Chor stammen aus der Mitte des 18. Jahrhunderts. Sie stellen die Marienkrönung und die vier lateinischen Kirchenväter dar. Das Deckengemälde im Langhaus mit der Darstellung Jesu umgeben von Engeln und Heiligen wurde 1879 von Sebastian Wirsching ausgeführt.

## Ausstattung
- Der Hochaltar mit seinen mächtigen Weinlaubsäulen wurde 1664 geschaffen. Die seitlichen Figuren aus der Zeit um 1740 stellen den heiligen Joseph (links) und Johannes Nepomuk (rechts) dar. Das Altarblatt wird sechs Mal im Jahr gewechselt. Es werden dem Kirchenjahr entsprechende Szenen präsentiert wie die Anbetung der Heiligen Drei Könige, ein Gemälde, das um 1630 datiert wird. Ein anderes Altarblatt ist mit Ignaz Fray 1808 bezeichnet und stellt in Anlehnung an das ursprüngliche, von Peter Paul Rubens gemalte Hauptaltarbild im Freisinger Dom Das apokalyptische Weib dar.
- Die Kanzel im Zopfstil stammt aus dem Jahr 1814. Am Kanzelkorb sieht man die Skulpturen der vier Kirchenväter und in der Mitte eine Mondsichelmadonna.
- Das Taufbecken unter der Kanzel ist mit der Jahreszahl 1629 bezeichnet. Die Skulpturengruppe der Taufe Jesu wird um 1760 datiert.
- Die beiden frühbarocken Skulpturen am Chorbogen stellen die Pestheiligen Sebastian und Rochus von Montpellier dar.
- Die Figuren des heiligen Joseph und der Anna selbdritt standen ehemals auf dem Hochaltar. Sie wurden 1664 von dem Bildhauer Paul Hiernle (Hörnle) geschaffen.
- Verschiedene Grabmäler an den Innen- und Außenwänden der Kirche erinnern an die ehemaligen Hofmarksherren.

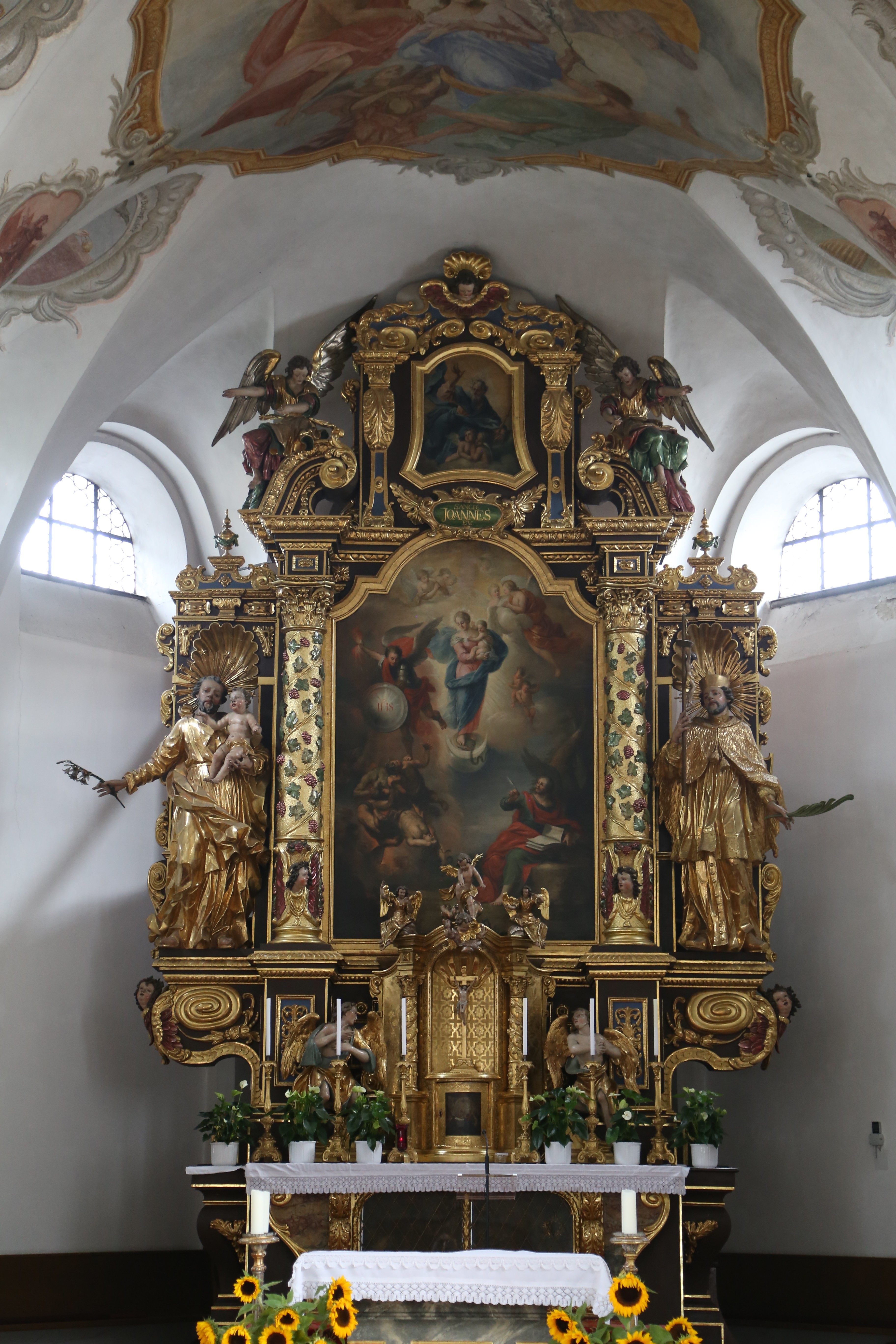
Hauptaltarbild mit der Darstellung Das apokalyptische Weib
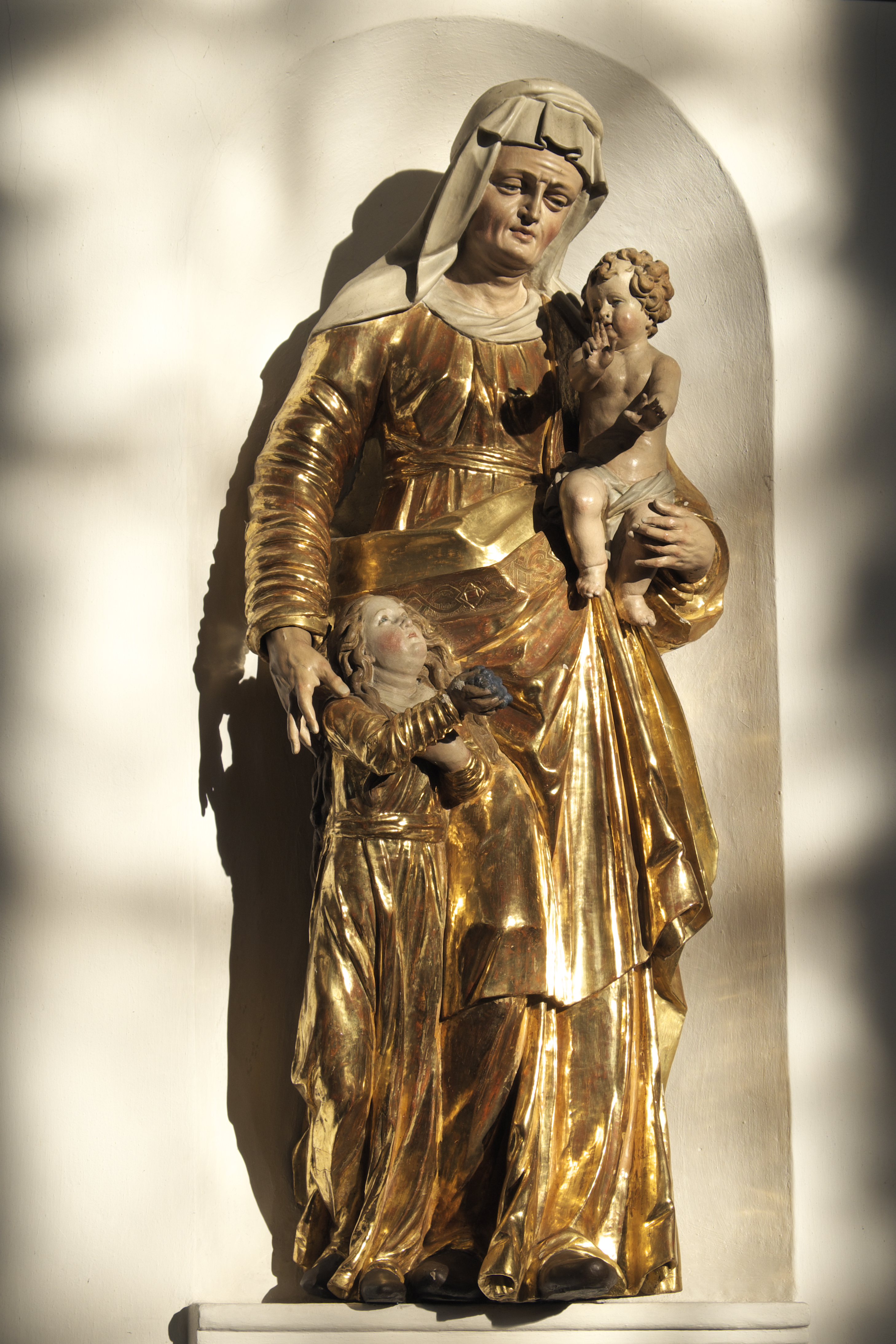
Anna selbdritt
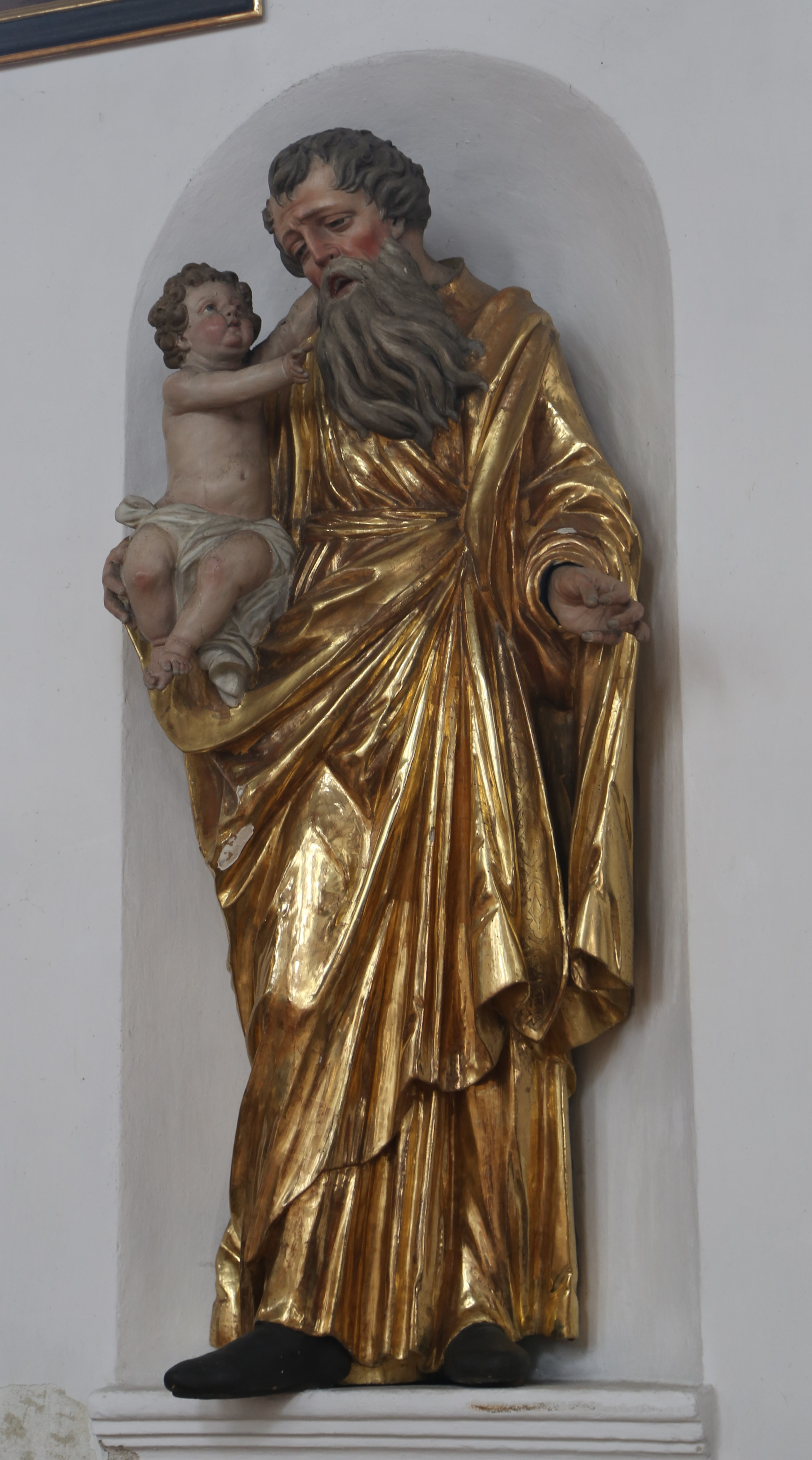
Heiliger Joseph
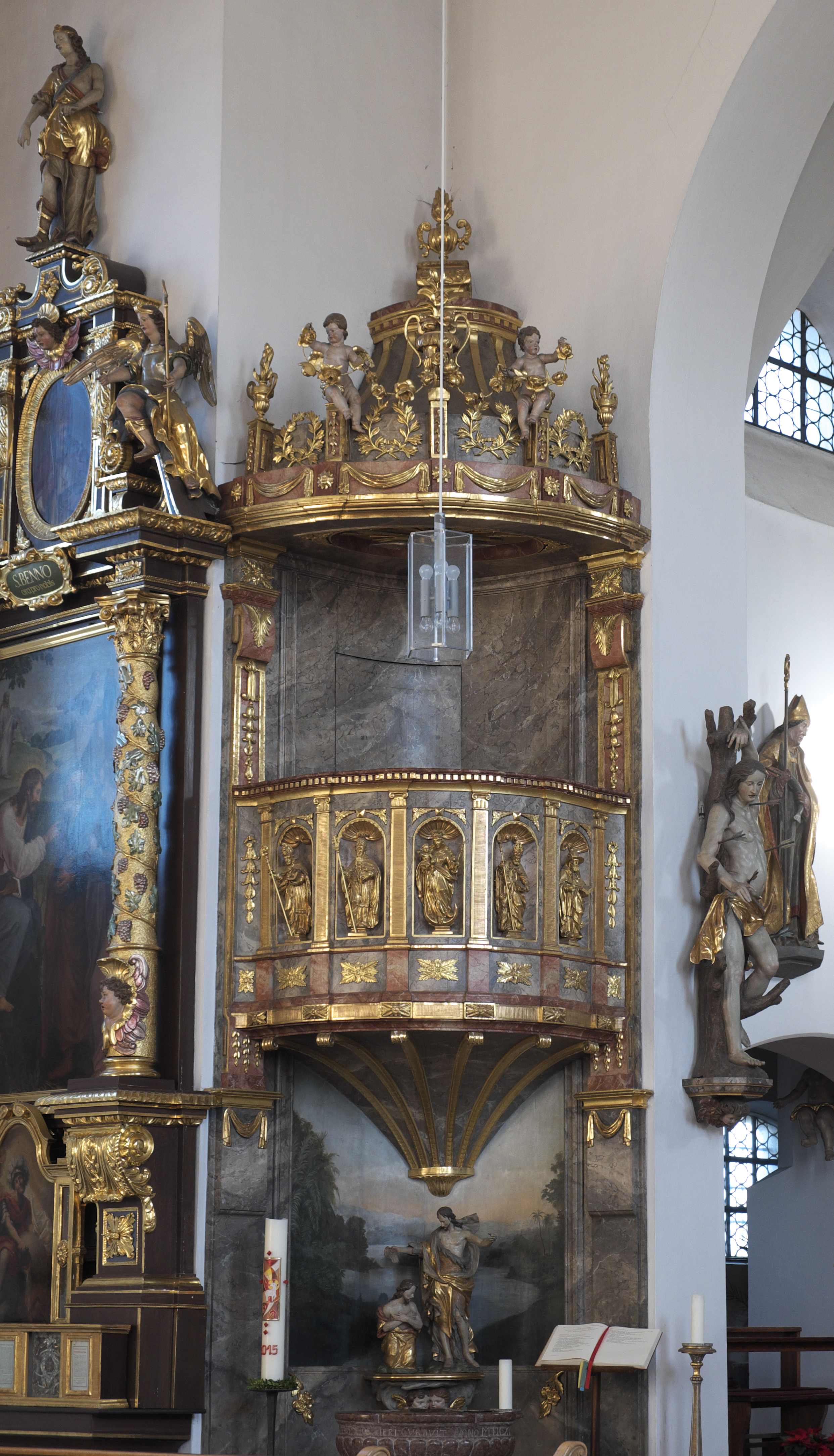
Kanzel